# Taranis (zespół muzyczny)
Taranis – polska grupa grająca black metal. Zespół powstał w Wadowicach. Tworzył i koncertował w latach dziewięćdziesiątych XX wieku. W 2008 roku wydano reedycję The Obscurity - ich debiutanckiego (dostępnego dotąd wyłącznie na kasecie) materiału z 1992 roku. 

## Dyskografia
Źródło.
- 1992 - The Obscurity (MC)
- 1993 - Moon Silver Mask (EP; MC)
- 1995 - Faust (MC, CD)
- 1998 - Czarne zastępy – W hołdzie Kat (tribute album; utwór „Płaszcz skrytobójcy”)